# Estadio Reinaldo Melo
El Estadio Reinaldo Melo es el nombre que recibe una instalación deportiva multipropósito que se encuentra ubicada en la ciudad de Barinas, capital del estado del mismo nombre en la región de Los Llanos en la parte occidental del país sudamericano de Venezuela.
El recinto es utilizado para diversas actividades pero destaca la práctica de deportes como el fútbol. Se trata de una propiedad pública que es administrada por el gobierno del Estado Barinas a través del Instituto Regional de Deporte (IRDEB) y que forma parte de la llamada Ciudad deportiva Mariscal Sucre.
Es usada con regularidad por el equipo Zamora Fútbol Club B que juega en la segunda división del fútbol profesional venezolano y de forma alternativa por el Zamora Fútbol Club (equipo principal). Recibe su nombre en honor de Reinaldo Alfonso Melo Matheus un destacado futbolista venezolano, razón por la cual se levantó un monumento en forma de busto en la entrada del estadio. Se le conoce como Estadio "Reinaldo Melo" de Ciudad Deportiva.